# Neostichtis fulgurata
Neostichtis fulgurata là một loài bướm đêm trong họ Noctuidae.